# Ożarów (gmina)
Ożarów (do 1870 gmina Jakubowice) – gmina miejsko-wiejska w województwie świętokrzyskim, w powiecie opatowskim. W latach 1975–1998 gmina położona była w województwie tarnobrzeskim.
Siedziba gminy to Ożarów.
Ewenementem gminy jest, że poza Ożarowem na jej obszarze znajdują się także trzy dawne miasta: Gliniany, Janików i Lasocin.
Według danych z 30 czerwca 2004 gminę zamieszkiwało 11 585 osób.

## Struktura powierzchni
Według danych z roku 2002 gmina Ożarów ma obszar 183,29 km², w tym:
- użytki rolne: 71%
- użytki leśne: 20%

Gmina stanowi 20,11% powierzchni powiatu.

## Demografia

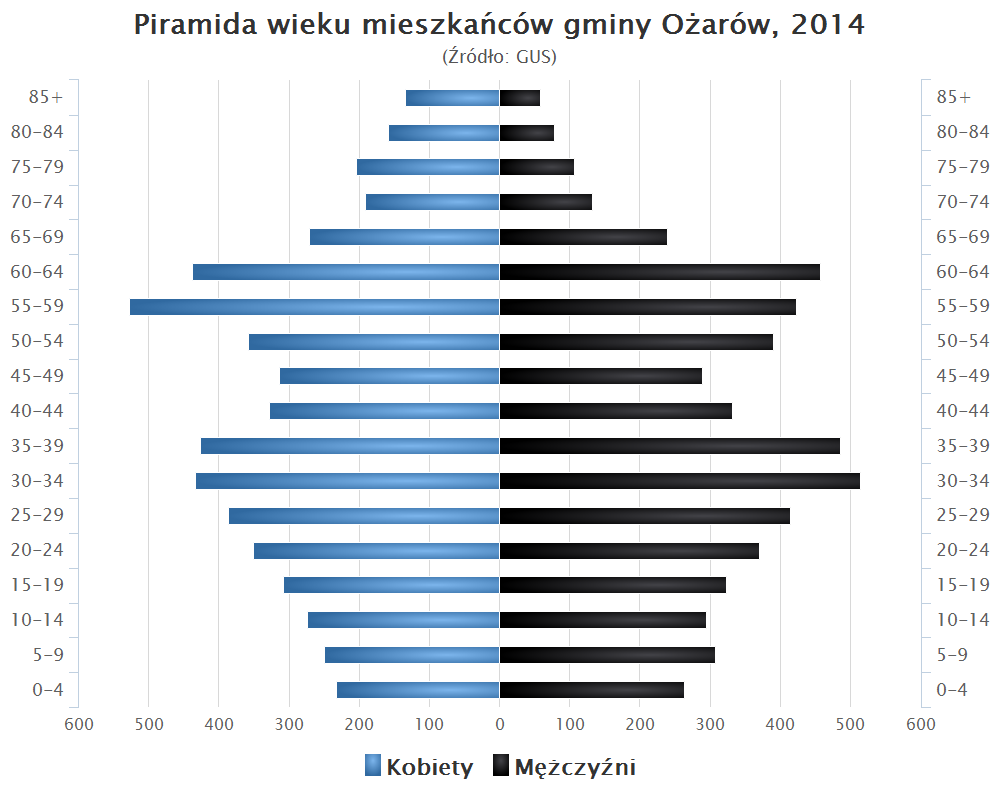
Piramida wieku mieszkańców gminy Ożarów w 2014 roku

Dane z 30 czerwca 2004:
| Opis                              | Ogółem | Ogółem | Kobiety | Kobiety | Mężczyźni | Mężczyźni |
| --------------------------------- | ------ | ------ | ------- | ------- | --------- | --------- |
| Jednostka                         | osób   | %      | osób    | %       | osób      | %         |
| Populacja                         | 11 585 | 100    | 5836    | 50,4    | 5749      | 49,6      |
| Gęstość zaludnienia [mieszk./km²] | 63,2   | 63,2   | 31,8    | 31,8    | 31,4      | 31,4      |

## Sołectwa
Biedrzychów, Binkowice, Czachów, Dębno, Gliniany, Grochocice, Jakubowice, Janików, Jankowice, Janopol, Janowice, Janów, Julianów, Karsy, Kruków, Lasocin, Maruszów, Niemcówka, Nowe, Pisary, Potok, Prusy, Przybysławice, Sobótka, Sobów, Stróża, Suchodółka, Szymanówka, Śródborze, Tominy, Wlonice, Wólka Chrapanowska, Wyszmontów, Zawada
Pozostałe miejscowości podstawowe
Dąbrówka, Gliniany, Kazub, Maruszów-Kolonia, Ogrody, Polesie Mikułowskie, Pod Dąbrówką, Potok-Kolonia, Skałecznica, Wojciechówka, Zielonka Jasicka.
W rejestrze miejscowości w Polsce (TERYT) umieszczono w 2008 roku osadę o nazwie Gliniany Poduchowne (SIMC 1018321). Była to dawniej nazwa części wsi Gliniany, jednak w praktyce nazwa ta nie była używana. Na wniosek gminy z 1 stycznia 2015 roku nazwa została zniesiona.

## Sąsiednie gminy
Annopol, Ćmielów, Dwikozy, Tarłów, Wilczyce, Wojciechowice, Zawichost